# Ludwik Turowski
Ludwik Turowski (ur. 27 lipca 1901 r. w Warszawie, zm. 14 września 1973 r. tamże) – kolarz, olimpijczyk z Amsterdamu 1928.

Specjalizował się w sprincie. W 1928 roku zdobył mistrzostwo Polski w sprincie. Na igrzyskach olimpijskich w 1928 roku zajął 5. miejsce w sprincie w tandemie na 2000 m. Został pochowany na cmentarzu Powązkowskim (kwatera 153 rząd 6. miejsce 1).

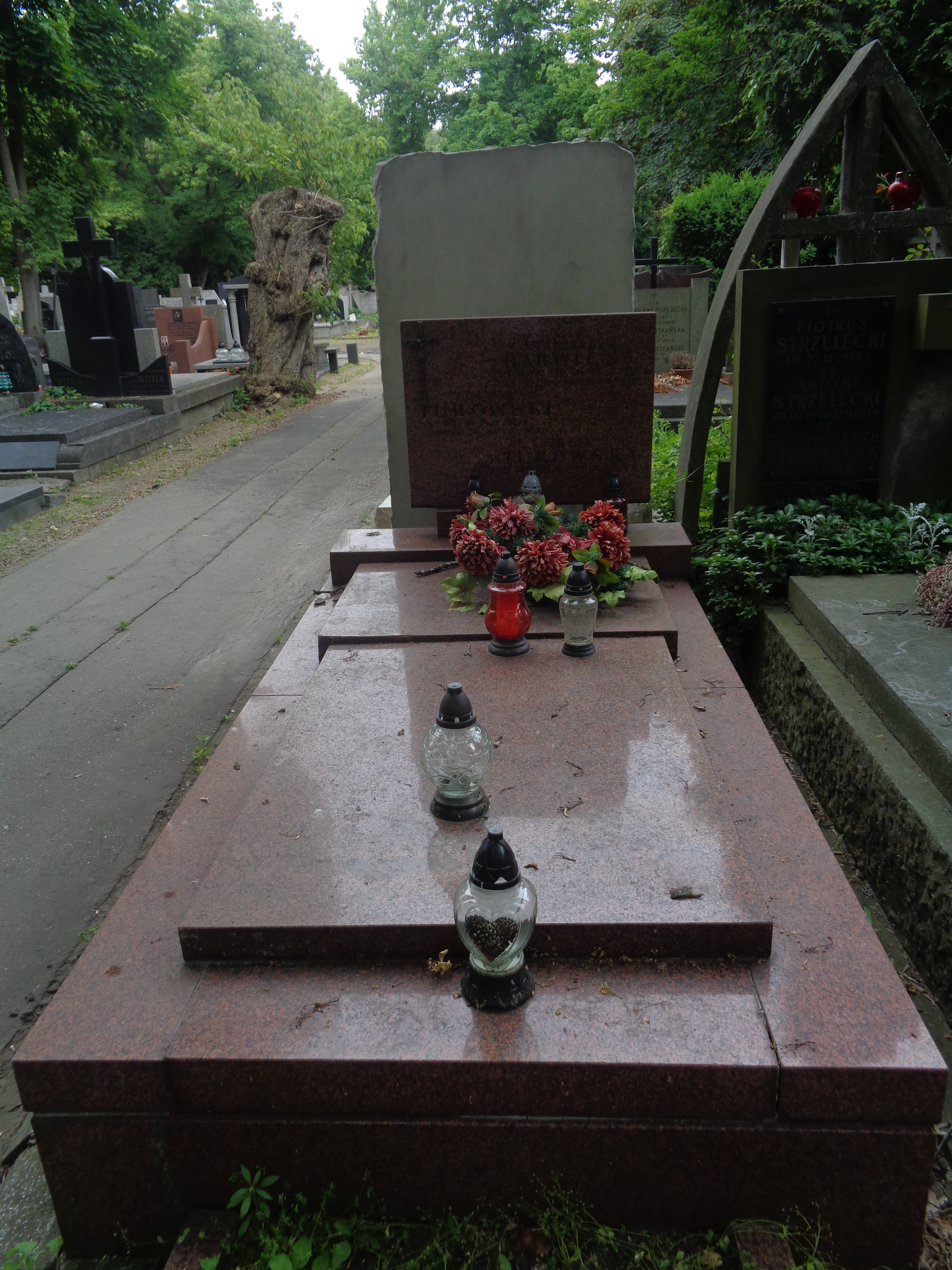
Grób olimpijczyka Ludwika Turowskiego na Cmentarzu Powązkowskim